# Büschem
Büschem is een plaats in de Duitse gemeente Hellenthal, deelstaat Noordrijn-Westfalen, en telt 42 inwoners (2006).